# Miranda Lambert
Miranda Leigh Lambert (Lindale, Texas; 10 de noviembre de 1983) es una cantante estadounidense de música country que saltó a la fama como finalista de la temporada 2003 de Nashville Star, donde terminó en tercer lugar y más tarde firmó con Epic Records. Lambert hizo su debut con el lanzamiento de «Me and Charlie Talking», el primer sencillo de su álbum debut de 2005 Kerosene. Este álbum, que fue certificado Platino en los Estados Unidos, también produjo los sencillos «Bring Me Down», «Kerosene», y «New Strings». Los cuatro sencillos en el Top 40 en el Billboard Hot Country Songs.
Tras el cierre Epic Nashville, Lambert fue trasladada a Columbia Records Nashville para su segundo álbum, Crazy Ex-Girlfriend, que fue lanzado a principios de 2007. Aunque la canción no llegó hacer top 40, los próximos tres sencillos («Famous in a Small Town», «Gunpowder & Lead», y «More Like Her») llegaron al Top 20 hits, con «Gunpowder & Lead» convirtiéndose en su primer Top 10 Country alcanzado en julio de 2008. El tercer álbum de Lambert, Revolution, fue lanzado en septiembre de 2009. Cinco sencillos se han lanzado del álbum, incluidos dos números uno de Lambert «The House That Built Me», que pasó cuatro semanas en la cima de la lista, y «Heart Like Mine». Lambert también ha sido distinguida en los Premios Grammy, Premios Academy of Country Music Awards, y Premios Country Music Association.
En 2011 se casó con el también cantante de country Blake Shelton. Ella también lanzó su cuarto álbum, Four the Record, que incluye los sencillos «Baggage Claim», «Over You» (también un número 1), «Fastest Girl in Town», «Mama's Broken Heart» y «All Kinds of Kinds». Lambert también colaboró con Ashley Monroe y Angaleena Presley en el proyecto lateral Pistol Annies.
En julio de 2015, Lambert y Shelton anunciaron el fin de su matrimonio.

## Biografía
Miranda Lambert nació en 10 de noviembre de 1983 en Longview, Texas y creció en Lindale, Texas. Su padre, Richard Lee "Rick" Lambert, es un oficial de policía retirado que en la vejez se convirtió en un investigador privado en asociación con su madre, Beverly junio Lambert (de soltera Hughes). Miranda fue enseñada acerca de las armas por su padre a una edad temprana y más tarde se convirtió en una ávida cazadora de venados. Sus padres la llevaron a un concierto de Garth Brooks cuando ella tenía nueve años y esto comenzó su interés por la música country. Su padre escribió e interpretó la música country y pronto comenzó a cantar en concursos de talento bajo su tutela.
A la edad de dieciséis años, Lambert comenzó a aparecer en la música country Johnny Alto Revisión en Arlington, Texas, el mismo programa que ayudó a lanzar la carrera de LeAnn Rimes. Lambert aterrizó rápidamente en una sesión de grabación en Nashville, pero abandonó el estudio después de que ella se sintió frustrada con el sonido "pop" de la música. A continuación, regresó a Texas y le preguntó a su papá que le enseñara a tocar la guitarra, para poder escribir sus propias canciones.
Cuando aún estaba en la escuela secundaria, Lambert hizo su debut profesional como cantante. Ella afrontó la venda la casa en la Isla Palm Reo Ballroom en Longview, Texas, un lugar de larga duración que ha mostrado Elvis Presley, Willie Nelson, y es donde Brooks y Dunn comenzó como una banda de sala de bar.

## Carrera musical

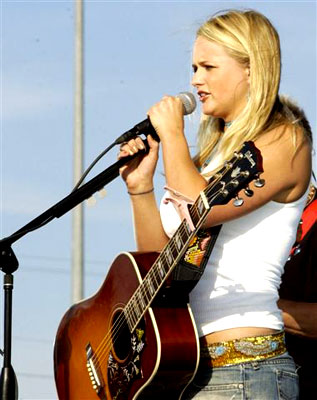
Lambert presentando Laughlin AFB en 2006

### 2003-08: Inicios musicales
En 2002, mientras actuaba en el restaurante de la música country Tye Phelps y lugar «Love And War in Texas», Miranda y su padre, Rick, se reunieron abogado de entretenimiento de Rod Phelps que había sido instrumental en conseguir Garth Brooks, Chris Cagle y Rory Lee Feek a trasladan a Nashville y ayudarles a obtener el registro y escritura ofertas. Phelps quedó impresionado con los Lambert y enviaron cartas y demos a productor y ejecutivo discográfico Mark Wright y gerente de Garth, Bob Doyle. Sus respuestas positivas inducidas Miranda para volver a Nashville. En 2005 hizo una prueba para la competencia de talento Nashville Star, donde obtuvo un tercer puesto. Ella lleva a cabo en muchos lugares como The Tap en College Station, Texas cuando tenía 18 años. El 15 de septiembre de 2003, firmó un contrato con Epic Records. Su sencillo de debut, «Me and Charlie Talking» (coescrito por su padre y Heather Little), fue lanzado en el verano de 2004 como el primer sencillo solo para su álbum de debut. Titulado Kerosene, el primer álbum de Lambert compuesto doce canciones, once de los cuales ella coescribió. El álbum debutó en el número uno en la lista Billboard Top Country Albums, y finalmente, ganó una certificación de platino por la RIAA para los envíos de más de un millón de copias, vendiendo más de 930.000 copias hasta julio de 2008. En general, el álbum produjo cuatro Top 40 sencillos en la lista country de Billboard, incluyendo la canción principal que era un Top 20 hit. Lambert también estuvo de gira con Keith Urban y George Strait a principios de 2006. En 2007, realizó una gira con Dierks Bentley y Toby Keith.

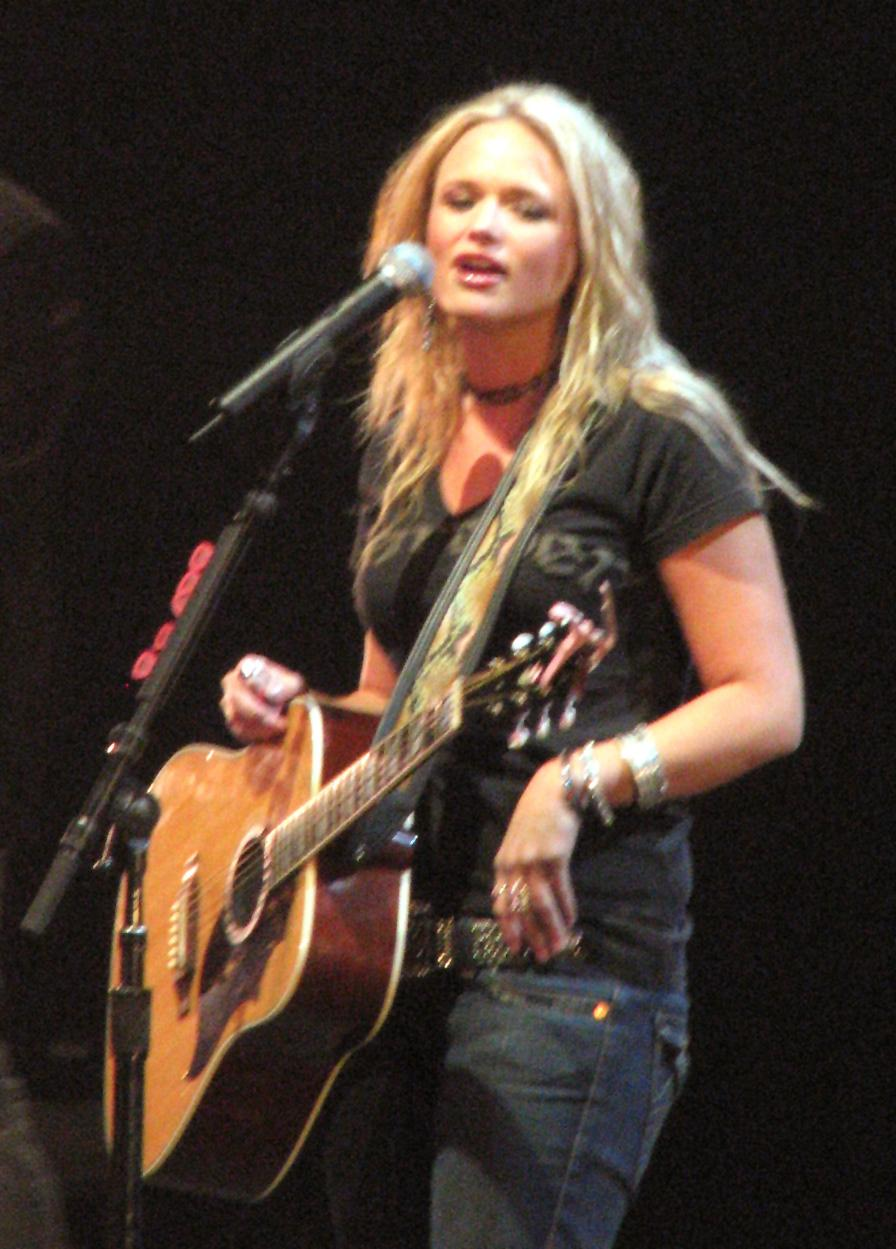
Lambert en vivo, en Pontiac, Míchigan, 31 de marzo de 2007

El segundo álbum de Lambert, Crazy Ex-Girlfriend fue lanzado el 9 de mayo de 2007. Ella escribió ocho canciones del álbum con once, incluyendo sus cuatro sencillos. Gran parte de la canción «Gunpowder & Lead», del álbum tercer sencillo y su más alta de las listas del sencillo, fue escrito mientras ella estaba tomando una clase de pistola oculta en su ciudad natal.
En 2005, en los Premios Academy of Country Music en Las Vegas, Lambert ganó Cover Girl «Fresh Face of Country Music Award». También fue nominada para el Premio Horizon de Country Music Association en 2005; en 2007, Lambert también recibió una nominación al Premio Grammy por Mejor Interpretación Vocal Femenino País de su sencillo «Kerosene». Ella también ganó el premio al Mejor Nuevo Vocalista Femenina en ACM (Academy of Country Music) Awards de 2007. En ACM (Academy of Country Music) Awards de 2008, Crazy Ex-Girlfriend ganó Álbum del Año.
Lambert obtuvo el lugar número 90 en las 100 mujeres más grandes (de música country) por Country Universe en 2008.

### 2009–11:Revolution
En febrero de 2009 Lambert grabó su tercer álbum, Revolution, que fue lanzado el 29 de septiembre de 2009 Ella coescribió 11 de las del álbum de 15 canciones. el álbum también incluye coescribe con Blake Shelton, Dave Haywood y Charles Kelley de Lady Antebellum. Un EP, titulado Dead Flowers, se lanzó el 8 de septiembre de 2009. El EP, disponible exclusivamente en Best Buy, contó con el álbum Revolution de la canción «Dead Flowers» y tres bonus tracks previamente incluido en ediciones limitadas de Crazy Ex-Girlfriend.
Durante este tiempo, Lambert y otros dos cantantes, se convirtieron en los nuevos rostros de Cotton Inc.'s revivida la campaña «The Touch, The Feel of Cotton». Ella ha aparecido en anuncios para promover el algodón, y el sitio web cuenta con un libre descarga de la versión completa de su canción, «Fabric of My Life».
Lambert debutó su nuevo sencillo, «Dead Flowers», en la 44.ª anual de los Premios Academy of Country Music Awards, el 5 de abril de 2009. Fue lanzado el 4 de mayo de 2009, y era menor de Top 40 en las listas.
El 24 de septiembre de 2009, Lambert y su banda realizaron todas las canciones de Revolution en la secuencia en Ryman Auditorium, cinco días antes de la fecha de lanzamiento prevista del álbum.

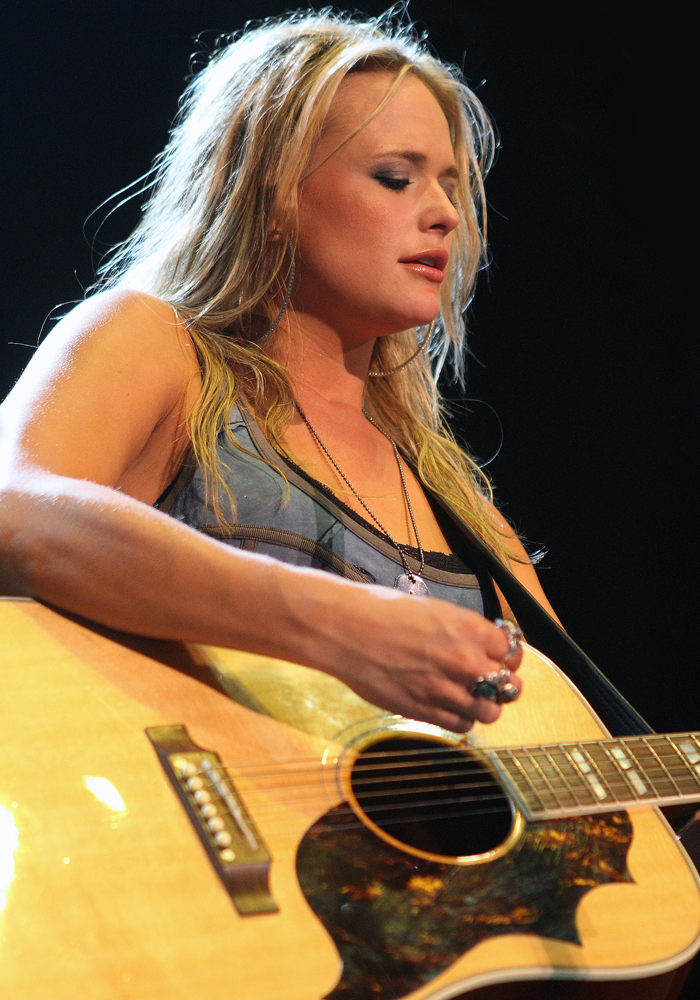
Miranda Lambert presentando en Dallas, Texas, 1 de julio de 2007

Revolution recibió importantes elogios de la crítica en su lanzamiento. En Metacritic, que asigna una calificación normalizada de 100 a los comentarios de los críticos principales, el álbum recibió una puntuación media de 85, basado en 11 revisiones, lo que indica «la aclamación universal».
La revista Rolling Stone elogió el álbum dijo, «Lambert sigue siendo el acto más refrescante de country, y no sólo porque ella hace que las armas de fuego parecen un accesorio hembra materia-de-hecho». Entertainment Weekly dijo: «Ella ha encontrado matices estilísticos de los compositores que le doblaba la edad...», y el álbum es «...un retrato de un artista en plena posesión de sus facultades, y el mejor álbum de mainstream principal de la musica country en lo que va del año». Boston Globe comentó que «Revolution es el sonido de Miranda Lambert que entra en su cuenta». Slant Magazine elogió el dicho álbum, «Miranda Lambert se expande en su fascinante personalidad artística, completamente realizado...»
El segundo sencillo del álbum, «White Liar», fue lanzado el 17 de agosto de 2009, y debutó en el puesto número 50 en la lista de Estados Unidos Billboard Hot Country Songs. En febrero de 2010, «White Liar» se convirtió en el primer Top Five hit de Lambert, alcanzando una lista de N.º 2 en la lista de Estados Unidos Billboard Hot Country Songs.
En la promoción de Revolution, Lambert lanzó una gira como cabeza de cartel; Roadside Bars & Pink Guitars en marzo de 2010, con paradas en 22 ciudades y una actuación en Bonnaroo Music Festival.
«The House That Built Me», el tercer sencillo del álbum, fue lanzado el 8 de marzo de 2010 y se convirtió en N.º 1 en la lista Billboard Hot Country Songs. Se quedó allí durante cuatro semanas, y recibió la certificación de platino por la RIAA el 8 de julio de 2010. El 13 de febrero de 2011, Lambert ganó un premio Grammy en la categoría Mejor Actuación Vocal Country Femenina por «The House That Built Me».
«Only Prettier» seguido como cuarto sencillo del álbum en julio de 2010 y su video musical acompañante fue viral. El video musical de «Only Prettier» fue dirigido por Trey Fanjoy y fue filmada en Joelton, Tennessee, en junio de 2010, y estrenada en VEVO el 3 de agosto de 2010. Cuenta con un tema de 1950 y cameos de artistas compatriotas Kellie Pickler, Laura Bell Bundy, y Hillary Scott de Lady Antebellum. En el vídeo, Lambert y sus amigos retratan dos camarillas rivales que asistían a un salto del calcetín de la escuela secundaria. Los dos grupos mantenga la inversión, rellenan sus sostenes y fuman cigarrillos. En última instancia, tienen un mal momento en la fiesta, mientras que Lambert, Pickler, Bundy y Scott se divierten toda la noche. Además, Lambert también se muestra tocando con su banda en el escenario en el evento.
El 1 de septiembre de 2010, se anunció que Lambert había recibido un récord de 9 nominaciones a los premios CMA. Ella se realizó en 44th Annual Country Music Association Awards el 10 de noviembre de 2010. Ella ganó los premios CMA para Vocalista Femenina del Año, y Revolution ganó Álbum del Año. Lambert y Sheryl Crow interpretó «Coal Miner's Daughter», como un homenaje a la leyenda del country Loretta Lynn, quien también entró al escenario para unirse a ellos y terminó la canción con Crow y Lambert como copia de seguridad. Más tarde esa noche, Lynn presentó el Vocalista Femenina del Año premio CMA a Lambert.
En diciembre de 2010, «Only Prettier» alcanzó una posición de número 12 en la lista Billboard Hot Country Songs de Estados Unidos, dando Lambert su séptimo Top 20 hit. «Heart Like Mine» fue lanzado en enero de 2011 como el quinto y último sencillo de Revolution. Se convirtió en el segundo hit número uno de Lambert en las lista country para la posición de fecha 28 de mayo de 2011.

### 2011–13:Four the Record
Lambert anunció en julio de 2011 que su cuarto álbum de estudio, Four the Record, sería lanzado el 1 de noviembre de 2011. Un mes más tarde, Sony Music Nashville anunció que Lambert y el compañero de sello Josh Thompson transferirían a RCA Nashville como parte de un reestructuración empresarial. Four the Record produjo cinco sencillos: «Baggage Claim», «Over You», «Fastest Girl in Town», «Mama's Broken Heart», y «All Kinds of Kinds». «Over You», que Lambert y Shelton coescribió, alcanzó el número 1 a principios de 2012. A finales de 2012, Lambert apareció en el álbum navideño de Shelton Cheers, It's Christmas, a la que contribuyó con su voz como invitado en una versión de «Jingle Bell Rock».
Lambert grabó una canción para la banda sonora de Los juegos del hambre (The Hunger Games: Songs from District 12 and Beyond), llamado «Run Daddy Run» con Pistol Annies. La banda sonora fue lanzado el 20 de marzo de 2012.
El 23 de octubre, Lambert y Dierks Bentley anunció el show-33 titulado Locked & Reloaded Tour, que comienza el 17 de enero de 2013.

### 2014-2015:Platinum
«Automatic», el primer sencillo extraído del próximo álbum de estudio quinto de Lambert, Platinum, fue lanzado el 5 de febrero de 2014, a la alabanza de los críticos de música. El álbum, que contiene 16 canciones, se lanzara el 3 de junio de 2014. Segundo sencillo del álbum «Somethin' Bad», es un dueto con Carrie Underwood y se estrenó en Billboard Music Awards de 2014 el 18 de mayo. Tercer sencillo del álbum, «Little Red Wagon», fue lanzado a la radio country el 12 de enero de 2015. El álbum de cuarto sencillo, «Smokin' and Drinkin'» lanzado a la radio country el 22 de junio de 2015.

### 2016–presente: Sexto álbum de estudio
El 18 de julio de 2016, Miranda lanzó «Vice» de radio del país y las salidas digitales. Escrita por Miranda, Shane McAnally y Josh Osborne, que es la primera canción en lanzamiento desde el álbum de 2014 de Miranda, Platinum.

## Discografía
Álbumes
- Miranda Lambert (2001)[35]
- Kerosene (2005)
- Crazy Ex-Girlfriend (2007)
- Revolution (2009)
- Four the Record (2011)
- Platinum (2014)
- The Weight of These Wings (2016)
- Wildcard (2019)
- Palomino (2022)

## Premios y nominaciones
A partir del 6 de abril de 2014 Lambert ha ganado cinco consecutivos Academy of Country Music Vocalista Femenina del Año premios, dándole el récord de más victorias consecutivas en la categoría.

## Giras

### Teloneros
| - Free and Easy Summer Tour (2006) - con Dierks Bentley y Jason Aldean - Locked and Loaded Tour (2007) - con Dierks Bentley y Eric Church - Hookin' Up and Hangin' Out Tour (2007) - con Toby Keith - George Strait 2008 Arena Tour - con George Strait - Miranda Lambert & Blake Shelton Co-Headling Tour (2008) - Sun City Carnival Tour (2009) - con Kenny Chesney, Lady Antebellum, Sugarland y Montgomery Gentry - American Saturday Night Tour (2010) - con Brad Paisley y Justin Moore - Roadside Bars & Pink Guitars Tour (2010) - con Chris Young, Randy Houser, Luke Bryan, Eric Church, James Otto, David Nail, Wade Bowen, Jake Owen y Cross Canadian Ragweed | - CMT On Tour: Miranda Lambert Revolution (2010) - con Eric Church y Josh Kelley - Miranda Lambert: Revolution Tour (2011) - con Justin Moore, Josh Kelley, Chris Young, Randy Rogers Band, Pat Green, Little Big Town, Ashton Shepherd y Gary Allan - On Fire Tour (2012) - con Chris Young, Jerrod Niemann, Lee Brice, Thomas Rhett, Pistol Annies - Virtual Reality Tour en Wrigley Field 9 de junio (2012) - con Brad Paisley, Chris Young, Jerrod Niemann, The Band Perry, Pistol Annies - Locked and Reloaded Tour (2013) - con Dierks Bentley, Thomas Rhett, Lee Brice - Night Train Tour en Fenway Park 12 y 13 de julio de (2013) - con Jason Aldean, Jake Owen, Thomas Rhett - Platinum Tour (2014-15) |

### Banda
Banda de la gira de Lambert y la tripulación se compone de los siguientes:
- Aden Bubeck — bajo eléctrico, contrabajo
- Chris Kline — teclado, armónica, pedal steel, percusión, guitarra
- Alex Weeden — guitarra líder
- Scotty Wray — guitarra líder, guitarra rítmica, lap steel
- Keith Zebroski — batería

## Filmografía
| Año  | Título                            | Rol        | Notas                       |
| ---- | --------------------------------- | ---------- | --------------------------- |
| 2012 | Law & Order: Special Victims Unit | Lacey Ford | Episodio: «Father's Shadow» |